# Jekaterina Dmitrijewna Golizyna

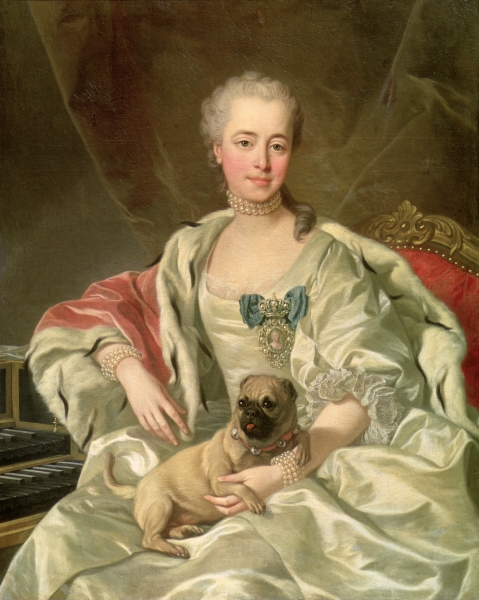
Jekaterina Dmitrijewna Golizyna

Jekaterina Dmitrijewna Golizyna geboren als Katharina Smaragda Cantemir (russisch Екатерина Смарагда Дмитриевна Голицына) (* 20. November 1720 in Sankt Petersburg; † 2. November 1761 in Paris) war eine russische Fürstin, Adlige und Hofdame. Sie war eine der prominentesten Schönheiten ihrer Zeit. 

## Leben
Katharina Smaragda Cantemir war das einzige Kind aus der zweiten Ehe des Fürsten Dimitrie Cantemir, der als Woiwode der Moldau und nach dem Umzug nach Russland seit 1711 am Hof von Peter dem Großen beschäftigt war, mit Anastassija Trubezkaja. Als sie drei Jahre alt war, starb ihr Vater, worauf ihre Mutter mit dem russischen Feldmarschall und Erbprinzen Ludwig Gruno von Hessen-Homburg (1705–1745) eine zweite Ehe einging. Zu ihrem Vormund wurde ihr Halbonkel Iwan Iwanowitsch Bezkoi bestimmt. Ihr Halbbruder war der russische Diplomat, Dichter und früher Vertreter der Aufklärung in Russland Fürst Antioch Dmitrijewitsch Kantemir. Katharina Smaragda Cantemir galt als äußert gebildet. Mit der Zarin Elisabeth, der sie als Hof- bzw. Staatsdame diente, verband sie zeitlebens ein freundschaftliches Verhältnis. 1751 heiratete sie den russischen Diplomaten Fürst Dmitri Michailowitsch Golizyn und starb am 2. November 1761 in Paris, wo sich aus gesundheitlichen Gründen aufhielt. Jekaterina Dmitrijewna Golizyna fand ihre letzte Ruhestätte in der Kathedrale Heilige Dreifaltigkeit im Kloster Alexander-Newski-Lawra. Ab Mai 1762 war ihr Mann Gesandter in Wien. 1792 bat Golizyn aus Gesundheitsgründen seinen Rücktritt an, wurde darauf zum Generalleutnant ernannt, blieb aber in Wien, wo er 1793 starb.